# Blasse Rennmaus
Die Blasse Rennmaus oder Bleiche Rennmaus (Gerbillus perpallidus) ist ein ca. 10 Zentimeter großer Vertreter aus der Familie der Langschwanzmäuse.

## Aussehen
Diese Tiere haben ein sehr helles, sandfarbenes, kurzes Fell mit schwarzen Schattierungen. Der Bauch, die Kehle und der Bereich um die großen, dunklen Augen sind weiß. Die langen Hinterbeine, die Vorderbeine und der lange Schwanz sind nur sehr schwach weißlich behaart. Der Kopf ist kurz und die Stirn ist sehr flach. Die großen Ohren stehen nur leicht ab.

## Verbreitung und Lebensraum
Die Blasse Rennmaus kommt nur in den Wüstengebieten von Nordägypten in einem Bereich westlich des Nildeltas vor.

## Lebensweise und Fortpflanzung
Diese Art ernährt sich vor allem von Pflanzensamen, Wurzeln und anderen Pflanzenteilen. Ihren Flüssigkeitsbedarf decken sie fast ausschließlich über ihre Nahrung. Sie leben in kleineren Gruppen zusammen. Ihre langen unterirdischen Baue graben sie in Sanddünen. Ihre natürlichen Feinde, z. B. Eulen, erkennen sie meist an Geräuschen im Infraschall-Bereich sowie durch ihr großes Gesichtsfeld. Die Tragzeit der Blassen Rennmaus beträgt 3–4 Wochen. Die Größe ihres Wurfes ist sehr unterschiedlich, meist sind es 3–5 Junge, selten auch 12. Das Höchstalter beträgt 2 Jahre.

## Nutzung und Schadwirkung
Wenn viele dieser Tiere auf engen Raum vorkommen, kann es durch ihre Baue zu Schäden an Gebäuden oder Straßen kommen. Zudem gelten sie in einigen Teilen ihres Verbreitungsgebiets als Ernteschädlinge. Sie können durch Flöhe Krankheiten wie die Pest oder Leishmaniose auf den Menschen übertragen. Nur vereinzelt werden sie auch wegen ihres Fleisches bejagt; daneben hält der Mensch diese Art auch als Haustier.

## Gefährdung und Schutzmaßnahmen
Da diese Art relativ weit verbreitet ist und keinerlei konkrete Gefährdungen bekannt sind, wird sie von der IUCN als ungefährdet (Least Concern) gelistet.